# Egialodonts
Els egialodonts (Aegialodontia) són un clade extint de mamífers tribosfènides que visqueren en allò que avui en dia és Euràsia durant el Cretaci inferior, fa entre 110,1 i 139,1 milions d'anys. Se n'han trobat restes fòssils a Mongòlia i el Regne Unit. Eren mamífers diminuts. Tenien les dents molars tribosfèniques i, de fet, són els mamífers de Lauràsia més primitius que es coneixen amb aquest caràcter. Es diferencien dels metateris i els euteris pel fet de tenir quatre o cinc molars. Anteriorment eren considerats els avantpassats dels metateris, però el consens actual és que són el tàxon germà dels teris, és a dir, del clade que agrupa els euteris i els metateris.